# ONIGAWARA
ONIGAWARA（おにがわら）は、男性2人によって構成される日本のポップユニット。

## 概要・来歴
バンド「竹内電気」の元メンバー2人による、音楽ユニット。アイドルでもバンドでもなく「SUPER J-POP UNIT」。
2013年8月31日、「竹内サティフォpresents〜サティフォは夏と名古屋が好きダカラー!!〜」というイベントにて、「ONIGAWARA」の活動本格化を発表。初の配信限定楽曲「ピーマン」を配信開始。以後、自主制作の配信限定シングルを続々と配信。
2014年7月、ファースト作品集「ONI・GAWARA」を会場限定で発売。
2014年12月24日、セカンド作品集「ポップミュージックは僕のもの」を発売。自主制作であるが、一部のタワーレコードにて販売された。
2015年5月29日、期間限定店舗である「タワーレコード下北沢店」の1日店長に就任。
2015年9月16日、全国流通盤1st Album 「エビバディOK?」を発売し、全国デビュー。タワーレコード9月度タワレコメンに選ばれる。
2015年10月、チームラボ制作のローソン「新 黄金チキン」のPVで、HALCALIのYUCALIとともにボーカルで参加。
2015年12月17日、LINE公式アカウントとLINE BLOGを開始。
2016年3月16日、1st mini album「欲望」を発売。「ヴィレッジヴァンガード×ONIGAWARA バレンタイン・キャンペーン」として、ヴィレッジヴァンガードでチョコレート購入者に「欲望」の お試しダイジェストCDRをプレゼントするキャンペーンも行った。
2016年6月29日、音楽業界初となる1stペンライトシングル「タンクトップは似合わない」を発売。黄色のペンライトにシリアルナンバーと楽曲DLコードがついている。一部のヴィレッジヴァンガードで限定数発売。
2016年8月23日、Google Play MusicのCMに「タンクトップは似合わない」が使用され、初全国CMとなる。
2016年8月28日、RUSH BALL 2016に出演。初の夏フェス出演となる。
2016年9月5日、12月に発売予定の“1st写真集シングル”のリリースに向けて写真集発売に賛同する共犯者（パートナー）を募る「ONIGAWARA写真集出版応援プロジェクト」をクラウドファンディングサイト「muevo」にてスタート。開始1週間にして目標金額達成。
2016年9月28日、インスタントカメラ・シングル「シャッターチャンス’93」を発売。はじめの1枚にすでに何かが撮影されたインスタントカメラに楽曲DLコードがついている。一部のヴィレッジヴァンガードで限定数発売。
2016年10月11日、東海ラジオで初のレギュラー番組「TOKAIRADIO×TSUTAYA LIFESTYLE MUSIC 929」が放送開始。
2016年10月14日、1stインスタントカメラ・シングル「シャッターチャンス’93」リリース記念 ワンマンGIG＆インスタントカメラ撮影会を渋谷TAKE OFF 7にて行うが、チケットが即完だったため同じ日に追加公演が行われ1日で2公演開催された。
2016年12月4日、写真集発売に賛同する共犯者（パートナー）を募る「ONIGAWARA写真集出版応援プロジェクト」を246%の達成率で締め切る。
2016年12月7日、1st写真集シングル『GATTEN承知之助〜We can do it!!〜』を店舗限定で発売。
2017年1月5日、完成間近の新曲のデモ2曲（のちの「ヒットチャートをねらえ！」「ダバダバ」）を期間限定でSoundCloudに公開。16日にJ-WAVE「SONAR MUSIC」内にてTwitter投票を使いどちらのMVを制作するか決める企画を行う。
2017年3月11日、iTunes Storeにて1st Full Album「ヒットチャートをねらえ！」を先行配信。ランキングのJ-Pop部門にて1位を獲得。総合では4位となる。
2017年3月22日、1st Full Album「ヒットチャートをねらえ！」を発売。
2017年8月1日、1st チケット・シングル「ホップステップLOVE」発売。
2017年8月5日、ROCK IN JAPAN FESTIVAL 2017に初出演。
2017年8月22日、冬にリリースするCDとともにBEAMS DESIGNがプロデュースするブランド「ONIGAWARA CASUAL by BEAMS DESIGN」の立ち上げを発表。
2017年9月15日、通販・ライブ会場限定CD「東京SUKI・SUKIストリート」、「ONIGAWARA CASUAL by BEAMS DESIGN」ファーストコレクションの受注開始。
2018年2月23日、デジタル配信シングル「ナンバーワンちゃん」配信開始。
2018年6月13日、1stオニアルバム「GAWARA！」発売。
2018年6月23日、恵比寿リキッドルームにてワンマンGIG 「恵比寿にガワラー大集合！第一回オニリンピック」開催。
2019年よりフリーランスとして活動している。

## メンバー
- 竹内サティフォ（たけうち サティフォ、本名：竹内聡、1985年3月24日 - ）
  - ボーカル、ギター、プログラミング担当。
  - 主に作詞作曲を担当。
  - 身長183cm。
  - 血液型はA型。
  - 初めて買ったCDは「時の扉 / WANDS」[1]。
  - 女の子が好き。好きな髪型はショートカット。座右の銘は「女の子のために僕は歌うよ」[1]。
  - 愛知の実家で愛犬であるコーギーの「マコ」を飼っている。
  - ONIGAWARAで使用しているギターは布袋寅泰モデル「TC-HOTEI 25th Anniversary」である[1]。使っている理由は「布袋さんが好きで尊敬しているから」。
  - しばしばソロGIG（弾き語り）も行っている。弾き語りの会場ではソロのepも販売している。
  - 好きな芸人はバナナマン[1]。
  - バンド時代から交流のあるカナタタケヒロ(LEGO BIG MORL/Gt)、飯田瑞規(cinema staff/Gt)、タダヨシフミ(kuh/Gt)と「ほぼ股下90cmの男たち」というイベントを企画。毎回ソールドアウトするほどの人気企画となり、「ほぼ股下90cm」というユニット名でFUJI ROCK FESTIVAL2018に出演。このユニットのためにオリジナル曲も描き下ろした。

- 斉藤伸也（さいとう しんや、1984年12月28日 - ）
  - ボーカル、ガヤ、プログラミング担当。
  - 作詞作曲もするが、主に編曲を担当。
  - 身長178cm。
  - 血液型はAB型。
  - 初めて買ったCDは「SUPER HAPPY / m.c.A・T」[1]。
  - 重度のことなかれ主義者[1]。
  - アイドルが好き。主に、PASSPO、私立恵比寿中学、lyrical school、東京女子流、Perfume、ももいろクローバーZ、Juice=Juiceなど。
  - 自宅が好き[1]。
  - ONIGAWARAで過去に数回ギターを弾いたことがある。また、レコーディングではよく弾いている。
  - 絵を描くのが好き。グッズのイラストを描くこともある。自主制作時代はアートワークや映像などもすべて斉藤が作っていた。
  - 学生時代の体育祭では主に砲丸投げを担当していた[2]。

## ディスコグラフィー

### アルバム
- 購入者特典
  - TOWER RECORDS：スーパーJ-POPボール
  - HMV：一言コメント入りサイン色紙
  - TSUTAYA：ONIGAWARA証明写真ステッカー
  - ディスクユニオン：ジャケ写ステッカー
  - ヴィレッジヴァンガード：サティフォ書き下ろし漫画
  - Rakutenブックス:GAWARA! 直筆サイン入りステッカー

- ヒットチャートをねらえ！
  - 演奏にOKAMOTO'Sのハマ・オカモト（Ba）、Drumにマシータ（Dr）、Sawagiのコイチ（Key）、チーナの柴由佳子（Str）、西岡ヒデロー（Per）が参加している。

- タンクトップは似合わない
  - 2016年夏、Google Play MusicのCMに使用され、初の全国CMとなる。

- 僕の恋人
  - 演奏にカシムラトモヤ（Ba）、Sawagiのコイチ（Key）が参加している。

- #gawararadio
  - レギュラーパーソナリティーで参加しているラジオ「TOKAIRADIO×TSUTAYA　LIFESTYLE　MUSIC　９２９」内にてリスナーからラジオにまつわる思い出やエピソードを募集し、それをもとに歌詞を書いた番組の企画から産まれた曲。タイトルの「#gawararadio」はTwitterで番組についてつぶやく際にけているハッシュタグ。読み方は「ガワラレディオ」。

- ボーイフレンドになりたいっ！（作詞 竹内サティフォ、作曲/編曲 ONIGAWARA）
  - 岡村靖幸の「だいすき」のいちフレーズである「女の子のために今日は歌うよ」というものに影響され、作った曲[3]。
  - 斉藤生誕祭で録音されたファンの掛け声が入っている。
- チョコレイトをちょうだい（作詞 竹内サティフォ、作曲/編曲 ONIGAWARA）
  - 歌詞は全然チョコを貰えないモテない男子がそれでも誰かがくれるんじゃないかと期待するストーリーを想像して書いたもので、KinKi Kidsのようなツインボーカルと、90年代のビーイング感を意識して作られた曲。
  - 振り付けは竹中夏海。「チョコレイト・ディスコ」の振り付けをオマージュした部分がある。
- favorite（作詞/作曲/編曲 ONIGAWARA）
  - 「食欲」がテーマのラップ曲。
  - 歌詞に山崎まさよしの「One more time,One more chance」のフレーズを引用している。
- 恋はすいみん不足（作詞 竹内サティフォ、作曲/編曲 ONIGAWARA）
  - 「睡眠欲」がテーマの曲。
  - 歌詞は夢に女性が出てくると好きになってしまったり、また会いたいと思ったりすることについて書いている。
  - ベースは長島涼平（the telephones）。
- 欲望（作詞 竹内サティフォ、作曲/編曲 ONIGAWARA）
  - ファンのパワーに対するアンサーソングにしたい、というのが構想のきっかけとなっている。
  - アートワーク、振り付けのテーマは「女豹」。MVのディレクターは勝見拓矢と杉山弘樹、撮影クルーとして田中悠貴（ex. THE NAMPA BOYS）が参加している。
  - 振付は竹中夏海。
  - ベースはカシムラトモヤ。

- 購入者特典
  - TOWER RECORDS：箱推しうちわ
  - HMV：箱推しステッカーHMV Ver
  - TSUTAYA：箱推しステッカーTSUTAYA Ver
  - ディスクユニオン：箱推し缶バッジ
  - ヴィレッジヴァンガード：ホワイトデーのお返し金太郎キャンディー

- エビバディOK?（作詞/作曲 竹内サティフォ、編曲 connie）
  - 編曲はNegiccoのプロデュースをしているconnieが担当。
  - 振り付けは竹中夏海。「緊急ファンミーティング‼ in 2.5D ～ONIGAWARAの場合～ 」にて竹中による公開振り付けが行われた。
  - 最後の決めポースは人文字で「OK」を表している[4]。
  - MVは「振り返れば奴がいる」オープニングのオマージュ、アルバムのジャケットは「イグアナの娘」のオマージュである。ディレクターはともに勝見拓矢。
- Darlin' （作詞/作曲 斉藤伸也）
  - サティフォが車を運転しているときに助手席に乗っていた斉藤がその状況を置き換えてこういうデートもあるのではないか、と女性目線で書いた曲[5]。
- ポップミュージックは僕のもの（作詞/作曲 竹内サティフォ）
  - ONIGAWARAのテーマソングを作りたいと思い完成した。
  - この作品に収録されているのは竹内電気時代からつながりがある高桑秋朝によるリミックスバージョンである。歌も新たにレコーディングされている。
  - 振り付けは竹中夏海。
- ONIGAWARA SUPER STAR（作詞/作曲 ONIGAWARA）
  - ONIGAWARAの自己紹介ソングをつくろうというコンセプトでつくられた曲[5]。
  - 「男子30にして嫁をめとらぬ者は人間失格」という歌詞はサティフォの父・正広の言葉からきている。
  - MVは渋谷や武道館などの前で自撮り棒を使って撮影した映像を斉藤が編集したものである。
  - ベースはカシムラトモヤ。
- 恋のメリーゴーランド(updated)（作詞/作曲 竹内サティフォ）
  - モテ男目線で曲を作ろうしたが、結局女の子に振り回されてしまうという曲。
  - このアルバムのために新たにレコーディングされたバンドバージョン。ドラムに久野洋平（cinema staff）、ベースに福井健太（People In The Box）が参加している。
- だいじょうぶ（作詞/作曲 竹内サティフォ）
  - 前からサビのみ存在していたが、はじめはラブソングではなかった。
  - ベースはカシムラトモヤ。
- Eじゃん（作詞/作曲 竹内サティフォ）
  - この作品に収録されているのは竹内電気時代からつながりがある高桑秋朝によるリミックスバージョンである。歌も新たにレコーディングされている。

### 作品集
- Eじゃん（作詞/作曲 竹内サティフォ）
  - ONIGAWARAがはじめてMVを制作した曲。ブルーバックでの撮影し、斉藤自らが編集した完全自主制作のMV。ときどき本人が透けている部分があるのは自主制作ゆえの味である。
  - こちらに収録されているのは自主制作バージョン。

- DIGITAL LOVE（作詞/作曲 竹内サティフォ）
  - ONIGAWARA初ライブで披露され、そのとき唯一音源化された作品。当時は斉藤のみが歌っていた。

- ポップミュージックは僕のもの（作詞/作曲 竹内サティフォ）
  - セカンド作品集に収録のものは自主制作バージョン。

- 恋のメリーゴーランド（作詞/作曲 竹内サティフォ）
  - こちらも自主制作バージョンで打ち込みが主である。
  - ファミコンのゲーム音楽のような幻の8bitアレンジバージョンがある。アコースティックのイベントで1度だけ披露された。

- remember（作詞/作曲 竹内サティフォ）
  - サティフォがバンドを辞めた時に最初に書いた曲。

### 数量限定、発売店舗限定、その他限定シングル
- 1st ペンライト・シングル「タンクトップは似合わない」（2016年6月29日）
  - c/w ONLY YOU
  - 音楽業界初となる1stペンライトシングル。黄色のペンライトにシリアルナンバーと楽曲DLコードがついている。一部のヴィレッジヴァンガードで500個限定で発売。
  - 「欲望」のMV撮影の衣装でジャケットの中に着たタンクトップを見て似合わないと思ったところから構想が練られた。

- 1st インスタントカメラ・シングル「シャッターチャンス’９３」（2016年9月28日）
  - c/w “LIFE”を聴きながら
  - オリジナルのインスタントカメラに楽曲DLコードがついている。一部のヴィレッジヴァンガードで500個限定で発売。好評につき後日グッズ用に作られていたカメラで代用したものが追加販売された。
  - ゲストミュージシャンとしてベースにカジヒデキ、ドラムに古川太一（KONCOS）、ピアノにTHE CHARM PARKが参加している。

- 1st 写真集シングル「GATTEN承知之助〜We can do it!!〜」（2016年12月7日）
  - c/w O・SHOW・GA・TSU
  - 写真集に楽曲ダウンロードカードがついている「1st写真集シングル」。
  - クラウドファンディングサイト「muevo」にて写真集発売に賛同する共犯者（パートナー）を募る「ONIGAWARA写真集出版応援プロジェクト」を行う。1週間で目標金額を達成し、最終的に246%の達成率で締め切った。

- 1st チケットシングルホップステップLOVE（2017年8月1日）
  - c/w 西三乃風-WEST SIDE STORY-(updated)
  - 2017年8月2、3日に開催された 1stチケット・シングル発売記念チケ発GIG「夏フェスなんて大嫌い!!なんちゃって〜鬼ヶ島リゾート2MAN2DAYS〜」のチケットに音源のダウンロードコードをついている。
  - 音源のみでは8月1日に配信リリースもされた。
  - 西三乃風-WEST SIDE STORY-(updated)はONIGAWARA BANDで改めてレコーディングされたもの。

- 通販・ライブ会場限定CD「東京SUKI・SUKIストリート」（ライブでの発売：2017年12月8日）
  - BEAMS DESIGNがプロデュースするブランド「ONIGAWARA CASUAL by BEAMS DESIGN」とともに発売。デザインは入江和宏(BEAMS)。
  - 東京SUKI・SUKIストリート
    - 「東京SUKI・SUKI ストリート」の編曲は☆Taku Takahashi(m-flo, block.fm)。
    - m-floの楽曲、「come again」がサンプリングされている。

  - c/w Orange&Blue
    - BEAMSをイメージするカラーであるオレンジとブルーから[6]。

  - c/w シャッターチャンス'93(Roupas de outno)
    - ボサノバ風アレンジ。
- 配信・ライブ会場限定CD「ONIGAWARAの元気が出るや〜つ」（2019年2月4日）
  - バカになるほど恋したい
  - peek-a-boo
  - 人生イージーモード

### 配信限定シングル
- ピーマン（2013年8月31日）（作詞/作曲/編曲 ONIGAWARA）
  - 意味のないように思えるタイトルは、歌詞のテーマでもある「青臭くてほろ苦い夏の思い出」を単語一つで表現したものである。加えて夏の曲であるため、夏野菜。

- TSU・BA・SA（2013年9月9日）（作詞/作曲 竹内サティフォ 編曲 ONIGAWARA）
  - サティフォの好きな某女優に捧げるラブソング。
  - 斉藤曰く、「この分かりやすさ、ぜひ見習いたい。」

- Bye,Bye Baby（2013年9月16日）（作詞/作曲 竹内サティフォ 編曲 ONIGAWARA）
  - 非常に簡素だったデモから二人で毎晩ディスカッションして製作した。
  - 斉藤曰く、「サティのヴォーカルも変幻自在でAメロからBメロのキャラの変わり方なんかは聴きどころだ。」

- アリス（2013年9月23日）（作詞/作曲 斉藤伸也 編曲 ONIGAWARA）
  - 斉藤が何年かぶりにフルで作った曲。Bメロの歌詞がお気に入り。
  - 斉藤曰く、「"ONIGAWARAから90年代のJ-POP、ビートロックへ贈るラブレター"といえる楽曲になったと思う。」

- "CHRISTMAS〜ONIGAWARAの場合〜"（2013年12月24日）（作詞/作曲/編曲 ONIGAWARA）
  - 斉藤曰く、「ナローなトラックにアラウンドサーティメンの悲哀が乗っかった問題作。」

- シークレット・コード（2014年3月21日）（作詞/作曲 竹内サティフォ 編曲 ONIGAWARA）
  - 宇多田ヒカルを想って書いた曲のためサビの頭が「光る星のない夜でも〜」になっている。
  - 斉藤曰く、「”THEサティフォ・メランコリー”な切ない一曲で、本人も歌詞がお気に入りのようだ。」

- 感情〜Sensation〜（2014年6月20日）（作詞/作曲 竹内サティフォ 編曲 ONIGAWARA）
  - 曲自体は5人の竹内電気時代にも、ONIGAWARAの初ライブでも披露されたことがあるため昔から存在していた。ラップの部分は新たに加えられたもの。

- SUMMER BREEZE（2014年8月9日）
  - この曲も古くからデモが存在していた。普段は90年代ばかりなので80年代を意識したアレンジになっている。

- 西三乃風-WEST SIDE STORY-（2014年8月15日）
  - 読み方は「せいさんのかぜ」。
  - 斉藤曰く、「西三河で悶々と過ごした中学生の頃が蘇るとてもエモーショナルな一曲になった。」
  - ライブではタオルを振り回すのが定番となっている。

- 夏フェスなんて大嫌い!!なんちゃって（2014年8月25日）
  - 斉藤曰く「タイトルは若干気恥ずかしさがあったものの、竹内メンバーの強行突破によりこんな感じに。照れない男はやはり強い。」
  - はじめてサンプリングをした作品。

- OTOTOY限定配信EP「Let's Dance‼」（2015年4月1日）
- Let’s Dance!!
  - 友人である竹中夏海に振り付けをしてもらうためにさらっと作った曲。
  - 「ONIGAWARA presents 『ポップミュージックは僕のもの』発売記念!! 節分〜ONIGAWARAの場合〜」 にて竹中による公開振り付けが行われた。

- U.F.O feat.おかもとえみ&morico
  - おかもとえみ（exTHEラブ人間）とオレスカバンドのmoricoをゲストに迎えている楽曲。
  - このシングルのジャケットはしおひがりくんが主にこの曲からインスピレーションを受けて描き下ろしたもの。

- CHRISTMAS～Orlandの場合～
  - 「"CHRISTMAS〜ONIGAWARAの場合〜"」Orlandがリミックスした作品。斉藤はOrlandにリミックスをお願いしたらこの曲を選択したことが意外だったらしい。

- 配信限定シングル「チョコレイトをちょうだい」（2015年12月16日）
- チョコレイトをちょうだい
  - 歌詞は全然チョコを貰えないモテない男子がそれでも誰かがくれるんじゃないかと期待するストーリーを想像して書いたもので、KinKi Kidsのようなツインボーカルと、90年代のビーイング感を意識して作られた曲。
  - 振り付けは竹中夏海。「チョコレイト・ディスコ」の振り付けをオマージュした部分がある。
- YOU×3 feat. chelmico
  - 女性二人組のラップユニットchelmicoとコラボレーションした楽曲。

- デジタル配信シングル「ナンバーワンちゃん」（2018年2月23日）
- ナンバーワンちゃん
  - ジャケットの写真の犬はサティフォが実家で飼っている愛犬の「マコ」。1代目、2代目それぞれの写真がデザインされている。撮影はサティフォの母。デザインは勝見拓矢。
  - 大好きな愛犬への想いを通して家族や大事にしているものに対する歌になっている。
- We are 鬼！
  - 正義も悪もないみんながひとつになれる空間をONIGAWARAのライブで作りたいという願いを込めた曲。
  - 節分の日限定でワンコーラスだけ試聴を行った。

- デジタル配信EP「シーサイド・ミラージュ」（2019年8月3日）
  - 君はマーメイド
  - my crazy
  - Sweet Seventeen
  - のこりが
  - 君とスライダー
  - ピーマン2019

- デジタル配信シングル「ロマンティック時限爆弾」（2019年11月20日）
  - ロマンティック時限爆弾
- デジタル配信シングル「EVERYTHING is 人生」（2020年1月12日）
  - EVERYTHING is 人生

- デジタル配信EP「ポップミュージックは止まらない」（2020年5月6日）
  - ポップミュージックは止まらない
  - ボーイズルール
  - spring baby
  - "BELIEVE"
  - sweetheart
  - ヒットチャートをねらえ! (2020ver.)

- デジタル配信シングル「ネコもシャクシもParadise」（2020年9月23日）
  - ネコもシャクシもParadise

- デジタル配信シングル「フリーだもん」（2021年3月25日）
  - フリーだもん

- デジタル配信シングル「無責任・イン・ザ・サマー」（2021年8月14日）
  - 無責任・イン・ザ・サマー
  - くつずれ
  - tropical night

- デジタル配信シングル「君に夢中」（2022年8月20日）
  - 君に夢中
  - ムーンライト

- デジタル配信シングル「SLOW」（2023年8月15日）
- デジタル配信シングル「大胆不敵に恋したい (Cover)」（2023年11月30日）
  - Just 4U（Readyyy! project）に提供した曲のセルフカバー
- デジタル配信シングル「それは月曜日の9時のように (Cover)」（2023年12月25日）
  - ukkaに提供した曲のセルフカバー

### DVD
- ONIGAWARA【自主制作PV集】

「ONIGAWARA×OTOTOY presents『Let’s Dance!!リリース記念パーティ』〜パノラマ! ONIらんど〜」のライブ来場者先着特典
- 「1stワンマンツアー2017～新春初ONI詣～」東京公演

1st Full Album「ヒットチャートをねらえ！」の初回限定盤に付属。
- GIG MOVIE DVD-R（「欲望」「ポップミュージックは僕のもの」from 2016.6.5渋谷WWW）

1st Full Album「ヒットチャートをねらえ！」 、タワーレコード購入者特典。

### 参加作品
- WEB ROCKS vol.3コンピ「one day 110911」
  - 収録楽曲：DIGITAL LOVE
- さよなら大丸プロジェクトコンピレーションアルバム 「今池午前2時」
  - 収録楽曲：D.M.R. ～Dream Makes Rahmen～
- 寺嶋由芙『好きがこぼれる』（会場限定CD「好きがはじまるⅡ」収録）
  - 音源内で斉藤がギターで参加している。
- ぱいぱいでか美第一弾シングル「東京イメージトレーニング許可局」
  - M-1「私の名前を呼んでください！」 作詞：でか美 作曲、編曲：ONIGAWARA
  - M-2「タイムカプセル」 作詞：でか美 作曲、編曲：ONIGAWARA
- バンドじゃないもん！ 1st Full ALBUM「Re:start」
  - 収録楽曲「恋の呪文はスキトキメキトキス」にてミナミトモヤとともにアレンジで参加。
- WHY@DOLL T-Palette Records移籍第2弾シングル「キミはSteady」
  - 「キミはSteady」　作詞：竹内サティフォ　、作曲・編曲：ONIGAWARA
- WHY@DOLL T-Palette Records移籍後初アルバム「WHY＠DOLL」
  - 「恋なのかな？」　作詞：竹内サティフォ　、作曲・編曲：ONIGAWARA
- DJみそしるとMCごはん、album「コメニケーション」
  - アルバム内の楽曲「米夢☆米舞 r.t.m. ONIGAWARA」にてコラボレーションしている。
- SEGA女性向けアイドル育成アプリゲーム「『Readyyy!』プロジェクト」内「Just 4U」に楽曲提供。
  - 「Readyyy! Project」収録「大胆不敵に恋したい/Just 4U」作曲:ONIGAWARA
- シンガポールチリクラブ第１弾配信シングル「無色透明 titivating 竹内サティフォ(ONIGAWARA)」にゲストボーカルとして竹内サティフォが参加。
  - このシングルにはカラオケバージョンとともに、ボーカルのアカペラも収録されている。
- 上野優華　3rdアルバム「好きな人はあなただった」
  - 「5.good feeling」 　作詞：竹内サティフォ　作曲：ONIGAWARA
- WHY@DOLL、E.P.「Hey!」
  - 「It’s all right!!」作詞：竹内サティフォ、作・編曲：ONIGAWARA
  - 「Mr.boyfriend」作詞：竹内サティフォ、作・編曲：ONIGAWARA
- 桜エビ～ず(現、ukka) 2ndアルバム「octave」
  - 「それは月曜日の9時のように」  作詞：竹内サティフォ  作曲・編曲：ONIGAWARA
  - 第8回アイドル楽曲大賞2019「インディーズ/地方アイドル楽曲部門」第1位
- ukka 1stシングル「恋、いちばんめ」ver.A盤
  - 「ウノ-ウノ」　作詞：竹内サティフォ  作曲・編曲：ONIGAWARA
- ukka 1stシングル「恋、いちばんめ」ver.B盤
  - 「can't go back summer」　作詞：ヤマモトショウ  作曲：永塚健登  編曲：ONIGAWARA
- CROWN POP 5thシングル「なりたいガール」
  - 「なりたいガール」　作詞：竹内サティフォ  作曲・編曲：ONIGAWARA
  - 「NARIYAMANAI」　作詞：竹内サティフォ  作曲・編曲：ONIGAWARA
- DIALOGUE＋1stフルアルバム「DIALOGUE＋1」
  - 「謎解きはキスのあとで」　作詞：竹内サティフォ　作曲：ONIGAWARA　編曲：ONIGAWARA、伊藤翼
- DIALOGUE+6thシングル「恋は世界定理と共に」
  - 「恋は世界定理と共に」　作詞：田淵智也　作曲：竹内サティフォ　編曲：中山真斗(F.M.F)
- 鈴木みのり シングル「ミュージカル」[7]
  - 「季節のカルテット」作詞：竹内サティフォ　作曲・編曲：ONIGAWARA
- DIALOGUE＋2stフルアルバム「DIALOGUE＋2」
  - 「めっちゃオンリーユー」作詞：竹内サティフォ 作曲・編曲：ONIGAWARA ブラスアレンジ：伊藤翼
- 吉川ひより（超ときめき♡宣伝部） ソロシングル「来世でも誇れる人生をっ！」
  - 「来世でも誇れる人生をっ！」作詞：吉川ひより 作曲・編曲：ONIGAWARA

## ミュージックビデオ
| 監督                | 曲名                                                          |
| ONIGAWARA、石井彩香 | 「Let's Dance!!」                                             |
| 勝見拓矢            | 「エビバディOK?」                                             |
| 勝見拓矢 / 杉山弘樹 | 「シャッターチャンス'93」「欲望」「チョコレイトをちょうだい」 |
| 加藤マニ            | 「タンクトップは似合わない」                                  |
| 河口沙月、吉田俊介  | 「ポップミュージックは僕のもの」「恋のメリーゴーランド」      |
| 斉藤伸也            | 「Eじゃん」「ONIGAWARA SUPER STAR」                           |

## ライブ

### ワンマンライブ・主催イベント
- 2014年9月26日 - 「ファースト作品集発売記念だよ！〜ONIGAWARAを推さNight〜」 @阿佐ヶ谷Loft A
ゲスト： なでksジャパン / 加藤広基 / 柴山慧(soulkids) とクボタマサヒコ / タダヨシフミ(kuh)
- 2014年12月24日 - 「ONIGAWRA presents クリスマス・イブ〜ONIGAWARAの場合〜」@新代田FEVER
ONIGAWARA band member 久野洋平（Dr / cinema staff）福井健太（B / People In The Box）佐藤亮（G / ex. onsa）大谷武史（G / he）SAKI（Trumpet / オレスカバンド）HAYAMI（Trombone / オレスカバンド）morico（Sax / オレスカバンド）コイチ(key / sawagi)）
- 2015年2月2日 - 「ONIGAWARA presents 『ポップミュージックは僕のもの』発売記念!! 節分〜ONIGAWARAの場合〜」 @mona records
ゲスト：竹中夏海 / しおひがりくん / 柴山慧(soulkids) / シノダ(ヒトリエ) / 久野洋平(cinema staff)
- 2015年2月26日 - ONIGAWARA「ポップミュージックは僕のもの」発売記念インストアミニライブ＆サイン会」 @大阪府 タワーレコード梅田NU茶屋町店
- 2015年2月28日 - ONIGAWARA「ポップミュージックは僕のもの」発売記念インストアミニライブ＆サイン会」 @東京都 タワーレコード渋谷店
- 2015年3月21日 - ONIGAWARA「ポップミュージックは僕のもの」発売記念インストアミニライブ＆サイン会」 @愛知県 タワーレコード名古屋パルコ店
- 2015年5月9日 - 「ONIGAWARA×OTOTOY presents『Let’s Dance!!リリース記念パーティ』〜パノラマ! ONIらんど〜」@下北沢THREE
w/ PANORAMA FAMILY / Orland
- 2015年7月17日 - 「緊急ファンミーティング‼ in 2.5D ～ONIGAWARAの場合～ 」@2.5D
ゲスト： おかもとえみ / 久野洋平（cinema staff） / しおひがり / 竹中夏海 / ぱいぱいでか美
- 2015年8月22日 - 「ONIGAWARA 1st album『エビバディOK?』予約イベント ミニライブ＆チェキ会」 @愛知県 タワーレコード 名古屋近鉄パッセ店 店内イベントスペース
- 2015年9月26日 - 「ONIGAWARA 1st album『エビバディOK?』リリース記念インストアイベント ミニライブ＆サイン会」 @東京都 タワーレコード 渋谷店 1Fイベントスペース
- 2015年10月18日 -「ONIGAWARA 1st album『エビバディOK?』リリース記念インストアイベント ミニライブ＆サイン会」 @愛知県 タワーレコード 名古屋パルコ店 西館1Fイベントスペース
- 2015年10月24日 -「ONIGAWARA 1st album『エビバディOK?』リリース記念インストアイベント ミニライブ＆サイン会」 @大阪府 タワーレコード 梅田NU茶屋町店 イベントスペース
- 2015年12月28日 - 「ONIGAWARA in AKABANE -斉藤伸也生誕祭-」@赤羽Enab
- 2016年2月14日 - 「ONIGAWARA配信限定SG「チョコレイトをちょうだい」リリース記念イベント「チョコレイト・ショック2016」」@渋谷TAKE OFF 7
ゲスト： chelmico/ Enjoy Music Club
- 2016年3月24日 - 「サティフォ生誕祭 in SHIMOKITA」@下北沢ERA
w/ONIGAWARA, GLAYのコピバン
- 2016年4月3日 - 「ONIGAWARA 1st mini album 「欲望」リリース記念ミニライブ＆サイン会」＠タワーレコード新宿店7F　イベントスペース
- 2016年4月16日 - 「ONIGAWARA 1st mini album 「欲望」リリース記念ミニライブ＆サイン会」＠タワーレコード梅田NU茶屋町店イベントスペース
- 2016年4月17日 - 「ONIGAWARA 1st mini album 「欲望」リリース記念ミニライブ＆サイン会」＠名古屋パルコ西館1Fイベントスペース
- 2016年10月14日 - 「1stインスタントカメラ・シングル「シャッターチャンス’９３」リリース記念 ワンマンGIG＆インスタントカメラ撮影会」@渋谷TAKE OFF 7
チケットが即完だったため追加公演が行われ、1日で2公演開催された。
- 2016年12月28日 - 「斉藤伸也生誕祭2016 in SHIBUYA」@渋谷7th floor
- 2017年3月19日 - ONIGAWARA 1st full album『ヒットチャートをねらえ！』予約会ミニライブ＆サイン会@HMV&BOOKS HAKATA　イベントスペース　(博多マルイ6F)
- 2017年3月21日 - ONIGAWARA 1stフルアルバム「ヒットチャートをねらえ！」リリース記念インストアイベント TSUTAYA特典「顔面実物大お面ポスター」撮影会＠ SHIBUYA TSUTAYA 2階 イベント特設会場
- 2016年3月24日 - 「ONIGAWARA 〜竹内サティフォ生誕祭 2017 in SHIMOKITA〜」 @下北沢ERA
- 2017年4月1日 - ONIGAWARA 1st full album「ヒットチャートをねらえ！」発売記念インストアイベント ミニライブ＆サイン会＠タワーレコード新宿店7F　イベントスペース
- 2017年4月8日 - ONIGAWARA 1st full album「ヒットチャートをねらえ！」発売記念インストアイベント ミニライブ＆サイン会＠名古屋パルコ西館1F イベントスペース
- 2017年4月9日 - ONIGAWARA 1st full album「ヒットチャートをねらえ！」発売記念インストアイベント ミニライブ＆サイン会＠タワーレコード梅田NU茶屋町店イベントスペース
- 2017年5月13日 - ONIGAWARA 1st full album「ヒットチャートをねらえ！」発売記念インストアイベント ミニライブ＆サイン会＠HMV&BOOKS TOKYO　7Fイベントスペース
- 2017年8月2日 - 1stチケット・シングル発売記念チケ発GIG 「夏フェスなんて大嫌い!!なんちゃって〜鬼ヶ島リゾート2MAN2DAYS〜」
w/夜の本気ダンス
- 2017年8月3日 - 1stチケット・シングル発売記念チケ発GIG 「夏フェスなんて大嫌い!!なんちゃって〜鬼ヶ島リゾート2MAN2DAYS〜」
w/Awesome City Club
- 2017年11月13日 -  「東京SUKI・SUKIストリート」リリース記念 ONIGAWARA CASUAL by BEAMS DESIGN 『PREMIUM TALK＆LIVE』@Spincoaster Music Bar
- 2017年12月28日 -  「斉藤伸也生誕祭2017 in SHIMOKITA」@下北沢THREE
- 2018年6月23日 -  「恵比寿にガワラー大集合！第一回オニリンピック」@恵比寿LIQUIDROOM
- 2018年6月29日 -  ONIGAWARA 1stオニアルバム「GAWARA!」リリース記念ミニライブ＆抱きしめたい撮影＆サイン会@ヴィレッジヴァンガード下北沢店イベントスペース
- 2018年6月30日 -  ONIGAWARA 1stオニアルバム「GAWARA!」リリース記念ミニライブ＆抱きしめたい撮影＆サイン会@ヴィレッジヴァンガードアメリカ村店　 店内イベントスペース
- 2018年7月1日 -  ONIGAWARA 1stオニアルバム「GAWARA!」リリース記念ミニライブ＆抱きしめたい撮影＆サイン会@ヴィレッジヴァンガード名古屋中央店
- 2018年7月14日 -  ONIGAWARA 1stオニアルバム「GAWARA!」リリース記念ミニライブ＆抱きしめたい撮影＆サイン会@タワーレコード新宿店7F　イベントスペース
- 2018年7月16日 -  ONIGAWARA 1stオニアルバム「GAWARA!」リリース記念ミニライブ＆抱きしめたい撮影＆サイン会@タ松坂屋名古屋店本館北側「さくらパンダ広場」
- 2018年7月29日 -  ONIGAWARA 1stオニアルバム「GAWARA!」リリース記念ミニライブ＆抱きしめたい撮影＆サイン会@タワーレコード梅田NU茶屋町店イベントスペース
- 2021年2月14日　- ～ONIGAWARAの"まだまだチョコレイトをちょうだい"2021～オンラインGIG!!@ 新代田FEVER
- 2022年2月14日　- ONIGAWARA presents ”今年もやっぱりチョコレイトをちょうだい”2022～@ 新代田FEVER
- 2023年2月14日　- ONIGAWARA10周年YEARスタート！～チョコレイトをちょうだい2023～@ 新代田FEVER
- 2024年2月14日　- ONIGAWARA presents チョコレイトをちょうだい2024〜Déjàvu〜@ 新代田FEVER

### ツアー
- 「ONIGAWARA 1stアルバム『エビバディOK？』リリースツアー2015～ウィーアーOK!!～」
全公演ソールドアウト。
  - 2015年11月1日（日）- 大阪・北堀江club vijon
w/ Kidori Kidori, the oto factory, DALLJUB STEP CLUB
  - 2015年11月14日（土）- 愛知・名古屋CLUB ROCK'n'ROLL
w/ 夜の本気ダンス
  - 2015年11月15日（日）- 東京・新代田FEVER ワンマンライブ
（ONIGAWARA BAND SET）

- 「『欲望』リリースツアー2016～ボーイフレンド就任記念式典～」
  - 2016年5月14日（土）- 大阪・心斎橋Pangea
w/ ザ・チャレンジ
  - 2016年5月15日（日）- 愛知・名古屋ell.FITS ALL
w/ Wienners
  - 2016年6月5日（日）- 東京・渋谷WWW
ワンマンライブ

- 「ONIGAWARA ISLAND～鬼ヶ島リゾート２マンツアー2016～」
  - 2016年7月8日（金）- 愛知・池下CLUB UP SET
w/ミソッカス
  - 2016年7月15日（金）- 大阪・梅田Zeela
w/Sugar's Campaign
  - 2016年7月19日（火）- 東京・新代田FEVER
w/cinema staff ーソールドアウト

- 「ONIGAWARA 1stワンマンツアー2017〜新春初ONI詣〜」
全公演ソールドアウト。
  - 2017年1月14日（土）- 大阪・梅田Zeela
  - 2017年1月15日（日）- 愛知・大須ell.SIZE
  - 2017年1月21日（土）- 東京・渋谷O-WEST

- 1st full album「ヒットチャートをねらえ！」リリースツアー2017〜ベストヒットO・N・I〜　ツーマンGIG
  - 2017年5月19日（金） - 仙台enn3rd 
w/Creepy Nuts
  - 2017年5月24日（水） - 福岡INSA
w/空きっ腹に酒

- 1st full album「ヒットチャートをねらえ！」リリースツアー2017〜ベストヒットO・N・I〜　ワンマンGIG
  - 2017年5月26日（金）- 大阪・OSAKA MUSE
  - 2017年5月27日（土）- 愛知・名古屋APOLLO BASE
  - 2017年6月3日（土）- 東京・渋谷WWW X

- ONEMAN GIG TOUR 「オニカジ～ ONIGAWARA CASUAL EXHIBITION2017-2018～」
  - 2017年12月8日（金） - 宮城・仙台enn3rd
  - 2017年12月10日（日） - 北海道・札幌COLONY
  - 2017年12月15日（金） - 大阪・梅田 CLUB QUATTRO
  - 2017年12月17日（日） - 福岡・福岡Queblick
  - 2017年12月21日（木） - 愛知・名古屋 CLUB QUATTRO
  - 2017年12月22日（金） - 広島・広島CAVE-BE
  - 2018年1月20日（土） - 東京・渋谷CLUB QUATTRO

- 「ONIGAWARA ISLAND～鬼ヶ島リゾート２マンツアー2018～」
  - 2018年8月20日（月）-大阪 OSAKA MUSE
w/ヒトリエ
  - 2018年8月26日（日）- 愛知 RAD HALL
w/サイダーガール
  - 2018年8月30日（木）- 東京・渋谷WWW
w/Shiggy Jr.

- 「ONIGAWARA ワンマンGIGツアー2019」
  - 2019年2月3日(日)〜ONIも内、福も内〜 - 大阪梅田Shangri-la
  - 2019年2月14日(木)〜チョコレイトをちょうだい〜 - 東京新代田FEVER
  - 2019年3月14日(木)〜ホワイトデーあげるよ〜 - 愛知名古屋RAD HALL

## ラジオ
- 東海ラジオ「TOKAIRADIO×TSUTAYA LIFESTYLE MUSIC 929」（2016年10月11日 - 2017年9月26日）
  - レギュラーパーソナリティーとして火曜日の20:30~21:00（2016年10月11日 - 2017年3月29日）、26:30 - 27:00（2017年4月5日 - 2017年9月26日）を担当。
  - 「#gawararadio」という曲はこの番組の企画でリスナーに歌詞のアイデアを募って作られた楽曲で、曲名は番組についてツイッターでつぶやく際に使われていたハッシュタグである。

## 主なテレビ出演
- 日本テレビ系「バズリズム」の「緊急指令！今すぐ探リズム!!」で特集（読売テレビ・中京テレビ・高知テレビ以外）
- テレビ東京「音流」公開収録ライブ放送
- 日本テレビ系「バズリズム」の「緊急指令！今すぐ探リズム!!」で特集
- 日本テレビ系「バズリズム」の「マギーの先取りズム」PVオンエア（読売テレビ）
- テレビ東京「プレミアMelodiX!」の自撮りライブのコーナー（テレビ東京26：50 - ）

### インタビュー
- ONIGAWARA CASUAL by BEAMS DESIGN PREMIUM 『TALK&LIVE』
- ONIGAWARAのバトンミュージック
- ノスタルジックのその先へーーSUPER J-POPユニット・ONIGAWARA、集大成となる1stフル・アルバム
- 【コメント到着】初のフルアルバムをリリースするONIGAWARAからのスペシャルメッセージ！
- リスペクトしあう2人が生み出すJ-POP
- 90年代トレンディーブームが来てるそうなので、リア充ブロガーに「90年代クイズ」を出してみた - ウェイバックマシン（2015年12月22日アーカイブ分）
- ONIGAWARA大解剖! これを読んで聴けばチョコレイトをあげたくなる!? —— 配信限定SG独占ハイレゾ配信
- ONIGAWARA竹内サティフォの話-Speaker
- ONIGAWARA インタビュー公開！ポップミュージックへの愛で溢れた1stアルバム「エビバディOK?」でエビバディダンスナウ！
- 1stアルバム『エビバディOK?』を本日リリースしたスーパーJ-POPユニット、ONIGAWARA。彼らが今作に込める“ポップミュージック”への思いとは？
- スーパーJ-POPユニット、ONIGAWARAによるスーパー・ポップなニュー・シングルを独占配信!! フリー・ダウンロードも!!!-OTOTOY
- ONIGAWARA×connie(Negiccoプロデューサー)による「ぼくのかんがえた最強のJ-POP」誕生!? 待望の初アルバムが全曲フル試聴スタート-OTOTOY